# Zosteromeigenia mima
Zosteromeigenia mima är en tvåvingeart som beskrevs av Townsend 1919. Zosteromeigenia mima ingår i släktet Zosteromeigenia och familjen parasitflugor. Inga underarter finns listade i Catalogue of Life.